# Les Yeux de la forêt
Les Yeux de la forêt (titre original : Nightwings) est un roman à suspense de Florence Engel Randall publié en 1976.
Il est connu pour son adaptation cinématographique par Walt Disney Productions, sous le même titre Les Yeux de la forêt sortie en 1980. 